# Henry Cockburn
(Charlie Mitten)
Henry Cockburn (Ashton-under-Lyne, 14 settembre 1921 – Mossley, 2 febbraio 2004) è stato un calciatore inglese, di ruolo centrocampista, che giocò buona parte della carriera con la maglia del Manchester United e che partecipò con la maglia della Nazionale inglese al Campionato mondiale di calcio 1950 tenutosi in Brasile.

## Carriera

### Club
Nativo di Ashton-under-Lyne, contea di Greater Manchester, Cockburn frequentò la Stamford High School e cominciò la sua carriera calcistica come attaccante nel Goslings United nei primi anni quaranta, una delle squadre di sviluppo del Manchester United, dopodiché passò al Manchester United, militando nelle giovanili nel ruolo di ala fino all'agosto 1944, quando passò professionista. A causa della Seconda guerra mondiale il suo debutto ufficiale in campionato fu però rimandato al 1946: in questo periodo, giocò come ospite nell'Accrington Stanley e modificò la sua posizione in campo, diventando centrocampista.
Con i Red Devils, Cockburn vinse la FA Cup 1947-1948 e il campionato di Prima Divisione 1951-1952 (oggi FA Premier League). Lasciò il Manchester United nell'ottobre 1954, dopo essere diventato riserva di Duncan Edwards l'anno prima, entrando nelle file del Bury, dove mise fine alla sua carriera da professionista dopo due stagioni. Successivamente, giocò per il Peterborough United, il Corby Town e il Sankey's.

### Nazionale
Con il debutto in campionato, nel 1946 arrivò anche l'esordio con l'Inghilterra nella partita vinta per 7-2 contro l'Irlanda del Nord, tenutasi a Belfast e valida per il Torneo Interbritannico. Nel suo ruolo gli venne spesso preferito Harry Johnston che, in pratica, gli chiuse le porte della Nazionale in più di una occasione. Partecipò, come riserva, al Campionato mondiale di calcio 1950 tenutosi in Brasile, nel quale non scese mai in campo e dove l'Inghilterra fu eliminata nella prima fase a gironi. Complessivamente, nella Nazionale maggiore marcò 13 presenze senza siglare alcuna rete: a queste va aggiunta una presenza con la Nazionale B.

## Dopo il ritiro
Dopo il ritiro, diventò per un periodo giocatore di cricket per l'Ashton Cricket Club, ricoprendo il ruolo di fielder. Successivamente, Cockburn tornò nel mondo del calcio e lavorò come assistente allenatore nel Oldham Athletic, e come assistente prima e senior coach poi nell'Huddersfield Town, ritirandosi dal mondo del calcio nel 1975. Morì il 2 febbraio 2004.

## Statistiche

### Presenze e reti nei club
| Stagione                 | Squadra                  | Campionato               | Campionato | Campionato | Coppe nazionali | Coppe nazionali | Coppe nazionali | Totale | Totale |
| Stagione                 | Squadra                  | Comp                     | Pres       | Reti       | Comp            | Pres            | Reti            | Pres   | Reti   |
| ------------------------ | ------------------------ | ------------------------ | ---------- | ---------- | --------------- | --------------- | --------------- | ------ | ------ |
| 1945-1946                | Manchester United        | FD                       | 0          | 0          | FAC             | 4               | 0               | 4      | 0      |
| 1946-1947                | Manchester United        | FD                       | 32         | 0          | FAC             | 0               | 0               | 32     | 0      |
| 1947-1948                | Manchester United        | FD                       | 26         | 1          | FAC             | 6               | 0               | 32     | 1      |
| 1948-1949                | Manchester United        | FD                       | 36         | 0          | FAC             | 8               | 0               | 44     | 0      |
| 1949-1950                | Manchester United        | FD                       | 35         | 1          | FAC             | 5               | 0               | 40     | 1      |
| 1950-1951                | Manchester United        | FD                       | 35         | 0          | FAC             | 4               | 0               | 39     | 0      |
| 1951-1952                | Manchester United        | FD                       | 38         | 2          | FAC             | 1               | 0               | 39     | 2      |
| 1952-1953                | Manchester United        | FD                       | 22         | 0          | FAC             | 4               | 0               | 26     | 0      |
| 1953-1954                | Manchester United        | FD                       | 18         | 0          | FAC             | 0               | 0               | 18     | 0      |
| 1954-1955                | Manchester United        | FD                       | 1          | 0          | FAC             | 0               | 0               | 1      | 0      |
| Totale Manchester United | Totale Manchester United | Totale Manchester United | 243        | 4          |                 | 32              | 0               | 275    | 4      |

### Cronologia presenze e reti in nazionale
| Cronologia completa delle presenze e delle reti in nazionale ― Inghilterra | Cronologia completa delle presenze e delle reti in nazionale ― Inghilterra | Cronologia completa delle presenze e delle reti in nazionale ― Inghilterra | Cronologia completa delle presenze e delle reti in nazionale ― Inghilterra | Cronologia completa delle presenze e delle reti in nazionale ― Inghilterra | Cronologia completa delle presenze e delle reti in nazionale ― Inghilterra | Cronologia completa delle presenze e delle reti in nazionale ― Inghilterra | Cronologia completa delle presenze e delle reti in nazionale ― Inghilterra |
| Data                                                                       | Città                                                                      | In casa                                                                    | Risultato                                                                  | Ospiti                                                                     | Competizione                                                               | Reti                                                                       | Note                                                                       |
| -------------------------------------------------------------------------- | -------------------------------------------------------------------------- | -------------------------------------------------------------------------- | -------------------------------------------------------------------------- | -------------------------------------------------------------------------- | -------------------------------------------------------------------------- | -------------------------------------------------------------------------- | -------------------------------------------------------------------------- |
| 28-91946                                                                   | Belfast                                                                    | Irlanda del Nord                                                           | 2 – 7                                                                      | Inghilterra                                                                | Amichevole                                                                 | -                                                                          |                                                                            |
| 30-9-1946                                                                  | Dublino                                                                    | Irlanda                                                                    | 0 – 1                                                                      | Inghilterra                                                                | Amichevole                                                                 | -                                                                          |                                                                            |
| 13-11-1946                                                                 | Manchester                                                                 | Inghilterra                                                                | 3 – 0                                                                      | Galles                                                                     | Amichevole                                                                 | -                                                                          |                                                                            |
| 10-4-1948                                                                  | Glasgow                                                                    | Scozia                                                                     | 0 – 2                                                                      | Inghilterra                                                                | Amichevole                                                                 | -                                                                          |                                                                            |
| 16-5-1948                                                                  | Torino                                                                     | Italia                                                                     | 0 – 4                                                                      | Inghilterra                                                                | Amichevole                                                                 | -                                                                          |                                                                            |
| 26-9-1948                                                                  | Copenaghen                                                                 | Danimarca                                                                  | 0 – 0                                                                      | Inghilterra                                                                | Amichevole                                                                 | -                                                                          |                                                                            |
| 9-10-1948                                                                  | Belfast                                                                    | Irlanda del Nord                                                           | 2 – 6                                                                      | Inghilterra                                                                | Amichevole                                                                 | -                                                                          |                                                                            |
| 2-12-1948                                                                  | Londra                                                                     | Inghilterra                                                                | 6 – 0                                                                      | Svizzera                                                                   | Amichevole                                                                 | -                                                                          |                                                                            |
| 9-4-1949                                                                   | Londra                                                                     | Inghilterra                                                                | 1 – 3                                                                      | Scozia                                                                     | Amichevole                                                                 | -                                                                          |                                                                            |
| 13-5-1949                                                                  | Stoccolma                                                                  | Svezia                                                                     | 3 – 1                                                                      | Inghilterra                                                                | Amichevole                                                                 | -                                                                          |                                                                            |
| 9-5-1951                                                                   | Londra                                                                     | Inghilterra                                                                | 2 – 1                                                                      | Argentina                                                                  | Amichevole                                                                 | -                                                                          |                                                                            |
| 19-5-1951                                                                  | Liverpool                                                                  | Inghilterra                                                                | 5 – 2                                                                      | Portogallo                                                                 | Amichevole                                                                 | -                                                                          |                                                                            |
| 3-10-1951                                                                  | Londra                                                                     | Inghilterra                                                                | 2 – 2                                                                      | Francia                                                                    | Amichevole                                                                 | -                                                                          |                                                                            |
| Totale                                                                     |                                                                            | Presenze                                                                   | 13                                                                         |                                                                            | Reti                                                                       | 0                                                                          |                                                                            |

## Palmarès

### Club

#### Competizioni nazionali
- Campionato inglese: 1

Manchester United: 1951-1952
- Coppa d'Inghilterra: 1

Manchester United: 1947-1948
- Community Shield: 1

Manchester United: 1952